# Anouk Hoogendijk
Anouk Anna Hoogendijk (* 6. Mai 1985 in Woerden) ist eine ehemalige niederländische Fußballspielerin.

## Vereinskarriere
Hoogendijk war eine zentral defensiv oder auf den Außenbahnen einsetzbare Mittelfeldspielerin – bei der SV Saestum verglich man ihre Spielweise mit der des Nationalspielers Phillip Cocu –, sie spielte aber auch auf Rechtsaußen oder als linke Verteidigerin.
Ihre Laufbahn begann in der Jugend von CSW in Wilnis. Nach einem Jahr bei Argon in Mijdrecht war sie als B- und A-Jugendliche bei den Legmeervogels in Uithoorn. Danach buhlten zwei Spitzenklubs der Hoofdklasse, der damals höchsten Frauenspielklasse, um die damals 18-Jährige, die sich gegen den amtierenden Niederländischen Meister Ter Leede und für Saestrum entschied, wo ihr das Umfeld besser gefiel. Mit ihr konnten die Zeisterinnen 2005 und 2006 ihren siebten und achten Meistertitel erringen sowie jeweils den Supercup gewinnen. Dadurch spielte Hoogendijk auch im UEFA-Pokal, in dem sie 2006 das Viertelfinale erreichte.
Mit Einführung der Eredivisie wechselte Hoogendijk zum FC Utrecht, für den sie schon als Zwölfjährige geschwärmt und damals durch eine Fernsehsendung die Gelegenheit erhalten hatte, dort einmal mit den Profis, darunter Dirk Kuyt, zu trainieren. Am 28. Mai 2012 unterschrieb Hoogendijk, für die neugegründete Frauenfußballabteilung des AFC Ajax Amsterdam. Nachdem sie in anderthalb Jahren zu 30 Einsätzen bei Ajax gekommen war, verkündete sie am 14. Januar 2014 ihren Wechsel zum englischen FA WSL Verein Arsenal LFC. Auf Grund zu weniger Einsatzzeiten löste sie jedoch bereits nach einem halben Jahr ihren Vertrag auf und kehrte zu Ajax zurück. Dort erhoffte sich die zu diesem Zeitpunkt 95-fache Nationalspielerin wieder mehr Einsätze, sowohl im Verein als auch in der Nationalmannschaft. Nach drei Spielzeiten für Amsterdam beendete sie im Sommer 2017 ihre aktive Spielerkarriere.

## Nationalmannschaft

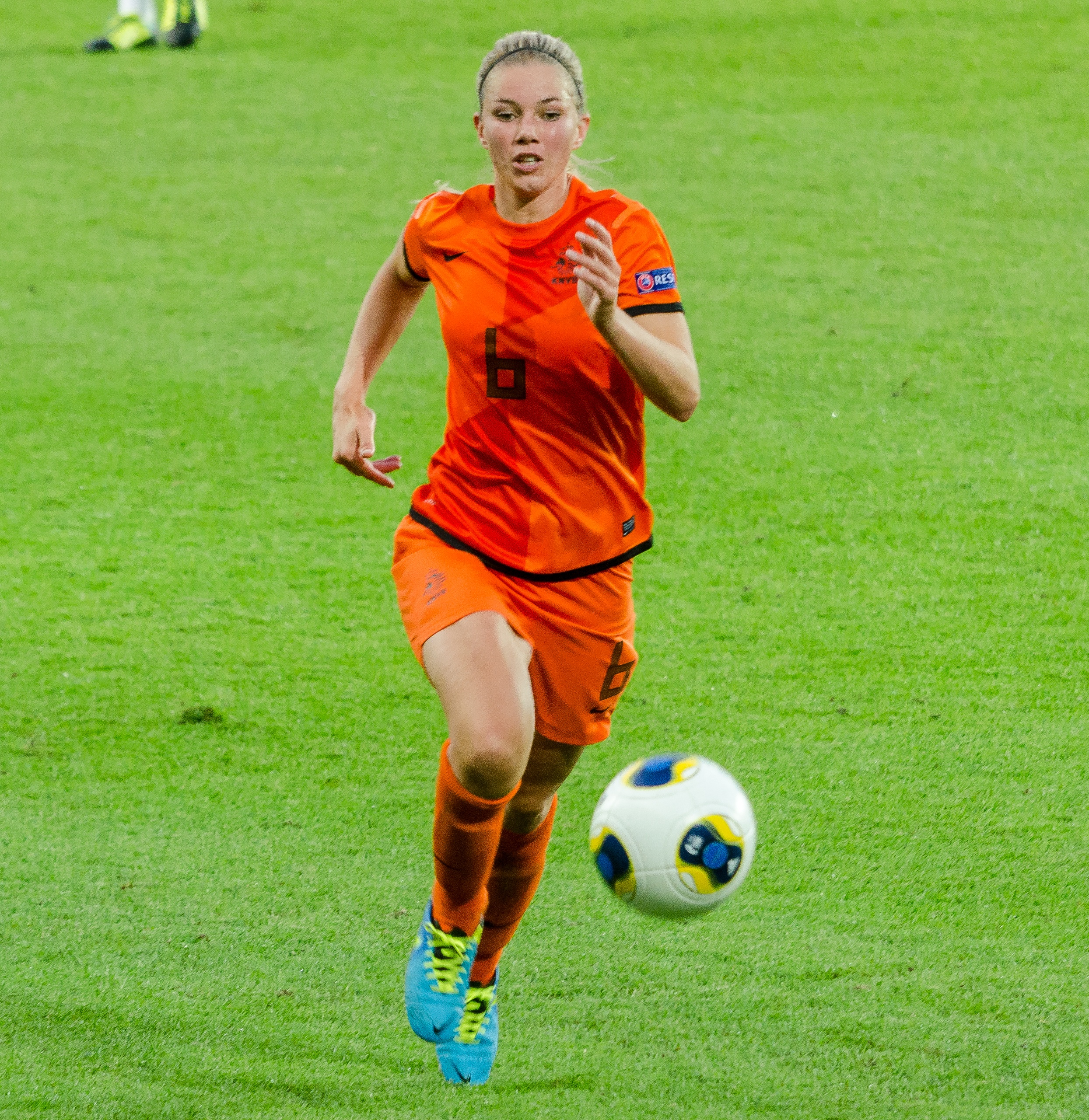
Hoogendijk im EM-Spiel gegen Deutschland am 11. Juli 2013

Schon als 14-Jährige spielte Anouk Hoogendijk in der U-17-Nationalmannschaft, zwei Jahre später in der U-19. Am 6. August 2004 gab sie ihr Debüt in der A-Nationalmannschaft. Sie gehörte zum Kader der Niederländerinnen bei der EM-Endrunde in Finnland und sicherte ihrer Mannschaft als letzte Schützin im Elfmeterschießen des Viertelfinales gegen Frankreich den Einzug ins Halbfinale. Auch 2013 stand sie im  EM-Kader und kam in den drei Gruppenspielen zum Einsatz, schied aber bereits nach der Vorrunde aus. Am 8. April 2015 machte sie beim Freundschaftsspiel gegen Norwegen ihr 100. Länderspiel.
Sie wurde auch in den Kader für die WM 2015 berufen, kam dort aber zu keinem Einsatz. Beim ersten Spiel nach der WM, einem 8:0 gegen Weißrussland im September 2015, kam sie dann zwar wieder zum Einsatz, für das Qualifikationsturnier für die Olympischen Sommerspiele 2016 in ihrer Heimat konnte sie aber aufgrund einer hartnäckigen Sehnenverletzung im rechten Oberschenkel nicht berücksichtigt werden. Das Spiel gegen Weißrussland blieb Hoogendijks letztes Länderspiel, ehe sie im Januar 2017 aus der Nationalmannschaft der Niederlande zurücktrat.

## Erfolge

### Im Verein
- Niederländischer Meister 2005, 2006 (SV Saestrum)
- Niederländischer Supercup 2005, 2006 (SV Saestrum)

### Mit der Nationalmannschaft
- Teilnahme an der EM-Endrunde 2009
- Teilnahme an der EM-Endrunde 2013
- Teilnahme an der WM-Endrunde 2015 (ohne Einsatz)

## Abseits des Fußballs
Hoogendijk studierte Sport an der Academie voor Lichamelijke Opvoeding in Amsterdam.